# استیفنیک اسید
استیفنیک اسید (به انگلیسی: Styphnic acid) با فرمول شیمیایی C6H3N3O8 یک ترکیب شیمیایی با شناسه پاب‌کم 20835962 است. که جرم مولی آن ۲۴۵٫۱۱ گرم بر مول می‌باشد. 